# 相模原市立清新中学校
相模原市立清新中学校（さがみはらしりつ せいしんちゅうがっこう）は、神奈川県相模原市中央区清新八丁目にある公立中学校。

## 沿革
- 1971年（昭和46年）4月 - 市内で9番目の中学校として開校。

## 部活動

### 運動部
- 陸上競技部[1]
- ソフトテニス部
- 野球部
- サッカー部
- バスケットボール部
- 卓球部
- バレーボール部
- バドミントン部
- 剣道部
- 柔道部

### 文化部
- 吹奏楽部
- 美術部
- 家政部
- 演劇部
- 合唱部

## 通学区域
- 相模原市中央区[2]
  - 小町通1丁目
  - 小町通2丁目
  - 相模原2丁目
  - 相模原3丁目
  - 相模原7丁目
  - 相模原8丁目
  - 下九沢46~49・51・52・54~77・723~998・1208~1229
  - 清新1丁目
  - 清新2丁目
  - 清新3丁目
  - 清新5丁目1番~22番・27番
  - 清新6丁目
  - 清新7丁目
  - 清新8丁目
  - 中央1丁目
  - 中央4丁目
  - 中央5丁目
  - 南橋本4丁目
  - 横山1丁目
  - 横山4丁目
  - 横山台1丁目
  - 横山台2丁目

## 進学前小学校
- 相模原市緑区
  - 相模原市立作の口小学校（一部は相模原市立大沢中学校・相模原市立上溝中学校へ）
- 相模原市中央区
  - 相模原市立清新小学校
  - 相模原市立横山小学校

## 交通アクセス
- 相模原駅（JR横浜線）より徒歩17分。

## 著名な出身者
- 赤間二郎（政治家）
- 後藤浩輝（騎手）[3]
- 吉田麻里子（ピアニスト）[3]
- 吉倉あおい（モデル・女優）
- 中西貴映（バドミントン日本代表、BIPROGY）
- 齋藤仁美(スケート選手)